# 13e cérémonie des Visual Effects Society Awards
La 13e cérémonie des Visual Effects Society Awards (VES Awards), organisée par la Visual Effects Society, a eu lieu le 4 février 2015 et a récompensé les meilleurs effets visuels de l'année 2014.

## Palmarès

### Meilleurs effets visuels dans un film enprise de vues réelles
- La Planète des singes : L'Affrontement
  - Les gardiens de la Galaxie
  - Interstellar
  - Maléfique
  - Le Hobbit : La Bataille des cinq armées
  - X-Men : Days of future past

### Meilleurs effets visuels secondaire dans un film enprise de vues réelles
- Birdman
  - Divergente
  - The Grand Budapest Hotel
  - Imitation Game
  - Invincibles

### Meilleure animation dans un film d'animation
- Les nouveaux héros (Big Hero 6) – Don Hall, Chris Williams, Roy Conli et Zach Parrish
  - Dragons 2
  - Rio 2
  - Les Boxtrolls
  - La grande aventure LEGO

### Meilleur personnage animé dans un film enprise de vues réelles
- César dans La Planète des singes : L'Affrontement
  - Koba dans La Planète des singes : L'Affrontement
  - Rocket dans Les gardiens de la Galaxie
  - La fée Capucine dans Maléfique

### Meilleur personnage animé dans un film d'animation
- Baymax – Les Nouveaux Héros (Big Hero 6) – Colin Eckart, John Kahwaty, Zach Parrish et Zack Petroc
  - Hiccup – Dragons 2
  - Gabi – Rio 2
  - Archibald Snatcher – Les Boxtrolls

### Meilleur environnement fictif dans un film enprise de vues réelles
- Tesseract - Avengers
  - QG du Shield - Captain America : Le Soldat de l'hiver
  - Times Square - Lucy
  - La Terre antédiluvienne - Noé

### Meilleur environnement fictif dans un film d'animation
- La scène dans le portail – Les Nouveaux Héros (Big Hero 6) – Ralf Habel, David Hutchins, Michael Kaschalk, Olun Riley
  - L'Oasis – Dragons 2
  - Le monde des souvenirs – La Légende de Manolo
  - La caverne des Boxtrolls – Les Boxtrolls

### Meilleure photographie virtuel dans un film enprise de vues réelles
- Austin Bonang, Casey Schatz, Dennis Jones et Newton Thomas Sigel - X-Men: Days of Future Past (scène de cuisine)
  - Albert Cheng, Jose Astacio, Michael Havart et Dion Beebe - Edge of Tomorrow (attaque sur la plage et à Paris)
  - Interstellar

### Meilleure maquette dans un film enprise de vues réelles
- La ville de San Fransokyo – Les Nouveaux Héros (Big Hero 6) – Brett Achorn, Minh Duong, Scott Watanabe et Larry Wu
  - Mecha-perceuse – Les Boxtrolls
  - Laketown – Le Hobbit : La Bataille des Cinq Armées
  - Knightship – Transformers : L'Âge de l'extinction

### Meilleures simulations et effets par ordinateur dans un film enprise de vues réelles
- X-Men : Days of future past 
  - Captain America : Le soldat de l'hiver 
  - Steve Avoujageli, Pawel Grochola, Atsushi Ikarashi et Paul Waggoner - Edge of Tomorrow (destruction et sable)
  - Le Hobbit : La Bataille des cinq armées

### Meilleures simulations et effets par ordinateur dans un film d’animation
- Les Nouveaux Héros (Big Hero 6) – Henrik Fält, David Hutchins, Michael Kaschalk et John Kosnik
  - Dragons 2
  - Les Boxtrolls 
  - La grande aventure LEGO

### Meilleurcompositingdans un long métrage enprise de vues réelles
- La Planète des singes : L'Affrontement
  - Craig Wentworth, Matt Welford, Marie Victoria Denoga et Frank Fieser - Edge of Tomorrow (pour la plage)
  - Interstellar (pour l'eau)
  - Le Hobbit : La Bataille des cinq armées

### Meilleurs effets visuels dans un programme TV
- Game of Thrones pour l'épisode Les Enfants
  - Constantine pour Festin entre amis
  - Hemlock Grove
  - Marvel : Les Agents du SHIELD
  - Flash

### Meilleur effets visuels secondaire dans un programme TV
- American Horror Story: Freak Show pour l'épisode Edward Mordrake, deuxième partie
  - Black Sails pour l'épisode Les Princes du Nouveau Monde
  - Crossbones
  - Penny Dreadful pour l'épisode La Séance
  - Ripper Street pour l'épisode Terminus, Whitechapel

### Meilleurs effets visuels dans une publicité live
- SSE pour Maya
  - Call of Duty : Advanced Warfare pour Discover your power
  - Destiny pour Become Legend
  - ASE pour Ambition''
  - General Electrics pour Childlike Imagination

### Meilleur personnage animé dans un programme TV, une publicité ou un jeu vidéo
- SSE pour Maya
  - Game of Thrones pour Drogon
  - Freesat freetime pour Sheldon
  - John Lewis pour Monty le pingouin

### Meilleur environnement fictif dans un programme TV, une publicité ou un jeu vidéo
- Game of Thrones pour Braavos
  - Coca-Cola pour la forêt enneigée
  - Penny Dreadful pour l'épisode La Séance
  - War Thunder pour le champ de bataille

### Meilleures simulations et effets par ordinateur dans un programme TV, une publicité ou un jeu vidéo
- Cosmos : Une odyssée à travers l'univers
  - DirecTV pour Landing
  - SSE pour Maya
  - Vikings pour la séquence de l'orage

### Meilleur compositing dans un programme TV
- Game of Thrones pour l'épisode Les Veilleurs au rempart
  - American Horror Story: Freak Show pour l'épisode Edward Mordrake, deuxième partie
  - Game of Thrones pour l'épisode L'Oiseau moqueur
  - The Knick
  - Vikings pour l'épisode Invasion

### Meilleur compositing dans une publicité
- SSE pour Maya
  - Destiny pour Become Legend
  - Kia pour The Truth
  - Nike pourMirrors ft. Neymar Jr.

### Meilleurs effets visuels en temps réel dans un jeu vidéo
- Call of Duty : Advanced Warfare
  - Alien Isolation
  - Infamous Second Son
  - Sunset Overdrive

### Meilleurs effets visuels dans un projet physique spécial
- Ratatouille: L’Aventure Totalement Toquée de Rémy
  - Hubei in the Air
  - Star Journey
  - Hogwarts Express
  - The Lost Temple

### Meilleurs effets visuels dans un projet étudiant
- Wrapped
  - Deep Dance
  - Dragon Clan
  - Murphy

## Récompense spéciale

### VES Visionary Award
- J. J. Abrams